# Steżkowa Przełęcz
Steżkowa Przełęcz (niem. Stösschensattel, słow. Stežkové sedlo, węg. Farcsík-nyereg) – szeroka przełęcz we wschodniej części Tatr Bielskich na Słowacji, położona na wysokości 1444 m n.p.m. (według wcześniejszych pomiarów 1439 m lub około 1450 m). Oddziela wzniesienie Rynias (Rinias 1472 m) od Steżek (Stežky, 1530 m). Jest płytko wcięta i porośnięta kosodrzewiną. Porośnięte lasem stoki południowo-wschodnie opadają do Doliny Kieżmarskiej (Dolina Kežmarskej Bielej vody), północno-wschodnie do Doliny Czarnej Huczawy (dolina  Čiernej Hučavy). Duża część stoków opadających do Doliny Kieżmarskiej w 1997 roku to wiatrołomy. Stoki opadające do Doliny Czarnej Huczawy to głęboko wcięty lej o bogatej roślinności.
Ze Steżkowej Przełęczy prowadzi w miarę wygodne wejście na Steżki. Nie prowadzą tędy jednak żadne znakowane szlaki turystyczne, na dokładkę jest to obszaru ochrony ścisłej. Jego granica biegnie przez grzbiet Ryniasa, Steżkową Przełęcz i Steżki i należą do niego północno-wschodnie zbocza.
Nazwę przełęczy podał po raz pierwszy Władysław Cywiński w 5 tomie przewodnika „Tatry”.